# Adda
Adda (łac. Addus) – rzeka w północnych Włoszech, płynąca przez Lombardię, stanowiąca najdłuższy dopływ Padu. Jej długość wynosi 313 km.
Powierzchnia jej zlewni wynosi 7800 km² lub 7979 km². Dolina rzeczna w jej górnym biegu to Valtellina. Rzeka swe źródła ma w Alpach Retyckich na wysokości 2235 m n.p.m. Następnie przepływa przez Bormio, Tirano i Sondrio, by dalej wpaść do Lago di Como na jego północnym krańcu. Kolejno płynie przez Lecco i wpływa na Nizinę Lombardzką (na obszarze której jest wykorzystywana w celach irygacyjnych), przepływając m.in. przez Lodi. Stanowi część granicy między prowincjami Cremona i Mediolan. Jest wykorzystywana do celów hydroenergetycznych. Do Padu wpada w Castelnuovo Bocca d’Adda pod Cremoną.